# Xã Wards Grove, Quận Jo Daviess, Illinois
Xã Wards Grove (tiếng Anh: Wards Grove Township) là một xã thuộc quận Jo Daviess, tiểu bang Illinois, Hoa Kỳ. Năm 2010, dân số của xã này là 224 người.